# Minocqua (condado de Oneida)
Minocqua es un lugar designado por el censo ubicado en el condado de Oneida en el estado estadounidense de Wisconsin. En el Censo de 2010 tenía una población de 451 habitantes y una densidad poblacional de 247,7 personas por km².

## Geografía
Minocqua se encuentra ubicado en las coordenadas 45°52′39″N 89°42′11″O / 45.87750, -89.70306. Según la Oficina del Censo de los Estados Unidos, Minocqua tiene una superficie total de 1.82 km², de la cual 1.68 km² corresponden a tierra firme y (7.54%) 0.14 km² es agua.

## Demografía
Según el censo de 2010, había 451 personas residiendo en Minocqua. La densidad de población era de 247,7 hab./km². De los 451 habitantes, Minocqua estaba compuesto por el 91.57% blancos, el 0.44% eran afroamericanos, el 3.77% eran amerindios, el 1.33% eran asiáticos, el 0% eran isleños del Pacífico, el 0.22% eran de otras razas y el 2.66% pertenecían a dos o más razas. Del total de la población el 0.67% eran hispanos o latinos de cualquier raza.